# Colotis evenina
Colotis evenina es una especie de mariposa de la familia de las piérides, que fue descrita originalmente con el nombre de Anthopsyche evenina, por Wallengren, en 1857, a partir de ejemplares procedentes de Sudáfrica. Tiene una envergadura de alas de 38–45 mm los machos y 35–42 mm las hembras. Los adultas se encuentran en vuelo durante todo el año.

## Subespecies
Tiene reconocidas las siguientes subespecies:
- C. e. evenina (Wallengren, 1857) (Mozambique, sur y este de Zimbabue, Botsuana, Namibia, South Africa, Swaziland, Lesoto)
- C. e. sipylus (Swinhoe, 1884) (costa de Kenia, Tanzania, norte de Zimbabue)
- C. e. xantholeuca (Sharpe, 1904) (sur de Uganda, centro y sudoeste de Kenia, Tanzania)
- C. e. casta (Gerstaecker, 1871) (norte de Zimbabue, Zambia, República Democrática del Congo, Mozambique, Malaui, Tanzania, norte de Kenia, Etiopía, Somalia)

## Distribución
Colotis evenina tienen una distribución restringida a la región Afrotropical y ha sido reportada en 15 países.

## Plantas hospederas
Las larvas de C. evenina se alimentan de plantas de la familia Brassicaceae. Entre las plantas hospederas reportadas se encuentran Boscia albitrunca, Boscia salicifolia, Salix mucronata y especies no identificadas de los géneros Capparis, Maerua y Ritchiea.